# Episodi di Battlestar Galactica (terza stagione)
La terza stagione di Battlestar Galactica è stata trasmessa sul canale Sci Fi Channel dal 6 ottobre 2006 al 25 marzo 2007. In Italia, invece, è andata in onda su FX dal 5 maggio al 7 luglio 2007.
| nº | Titolo originale                     | Titolo italiano                  | Prima TV USA     | Prima TV Italia |
| -- | ------------------------------------ | -------------------------------- | ---------------- | --------------- |
| 1  | Occupation                           | L'attentato                      | 6 ottobre 2006   | 5 maggio 2007   |
| 2  | Precipice                            | Esecuzione sommaria              | 6 ottobre 2006   | 5 maggio 2007   |
| 3  | Exodus, Part I & II                  | Esodo (prima e seconda parte)    | 13 ottobre 2006  | 12 maggio 2007  |
| 4  | Exodus, Part I & II                  | Esodo (prima e seconda parte)    | 20 ottobre 2006  | 12 maggio 2007  |
| 5  | Collaborators                        | Collaboratori                    | 27 ottobre 2006  | 19 maggio 2007  |
| 6  | Torn                                 | Odio e rancore                   | 3 novembre 2006  | 19 maggio 2007  |
| 7  | A Measure of Salvation               | Il prezzo della salvezza         | 10 novembre 2006 | 26 maggio 2007  |
| 8  | Hero                                 | Eroe                             | 17 novembre 2006 | 26 maggio 2007  |
| 9  | Unfinished Business                  | Conti in sospeso                 | 1º dicembre 2006 | 2 giugno 2007   |
| 10 | The Passage                          | Il passaggio                     | 8 dicembre 2006  | 2 giugno 2007   |
| 11 | The Eye of Jupiter                   | L'occhio di Giove                | 15 dicembre 2006 | 9 giugno 2007   |
| 12 | Rapture                              | Gli ultimi cinque                | 21 gennaio 2007  | 9 giugno 2007   |
| 13 | Taking a Break from All Your Worries | Un attimo di pausa               | 28 gennaio 2007  | 16 giugno 2007  |
| 14 | The Woman King                       | Il medico della morte            | 11 febbraio 2007 | 16 giugno 2007  |
| 15 | A Day in the Life                    | Anniversario di matrimonio       | 18 febbraio 2007 | 23 giugno 2007  |
| 16 | Dirty Hands                          | Mani sporche                     | 25 febbraio 2007 | 23 giugno 2007  |
| 17 | Maelstrom                            | Tragico epilogo                  | 4 marzo 2007     | 30 giugno 2007  |
| 18 | The Son Also Rises                   | Anche i figli si ribellano       | 11 marzo 2007    | 30 giugno 2007  |
| 19 | Crossroads: Part I & II              | Crocevia (prima e seconda parte) | 18 marzo 2007    | 7 luglio 2007   |
| 20 | Crossroads: Part I & II              | Crocevia (prima e seconda parte) | 25 marzo 2007    | 7 luglio 2007   |

## L'attentato
- Titolo originale: Occupation
- Diretto da: Sergio Mimica-Gezzan
- Scritto da: Ronald D. Moore

### Trama
La terza stagione ha inizio con dei flash di grande impatto che illustrano quanto sia dura la condizione di prigionieri, in diverse forme, di Scorpion e Tigh oltre al comportamento, come al solito ambivalente, di Ellen, la moglie del colonnello.
Dopo 132 giorni dallo sbarco dei cyloni, i coloniali sopravvivono su New Caprica come possono, sotto il giogo degli invasori. Tigh (cieco ad un occhio cavatogli sotto tortura), Tyrol ed Anders sono i leader dei ribelli con l'ausilio di un appoggio anonimo dall'ufficio della presidenza (che si rivelerà essere il tenente Gaeta) mentre altri umani sono divenuti dei collaborazionisti, membri della cosiddetta "polizia provvisoria".
Scorpion è tenuta prigioniera da una copia di Numero Due che vorrebbe farla diventare sua compagna devota ed innamorata.
Intanto nello spazio, l'ammiraglio Adamo ed il resto del suo equipaggio discutono sui tempi ed i modi del ritorno su New Caprica. Apollo, visibilmente sovrappeso, riceve grosse critiche dal padre che lo accusa di essersi eccessivamente "rilassato" durante l'ultimo anno e mezzo di forzata inattività.
Sul pianeta, i resistenti inviano un ex combattente in missione suicida per uccidere quanti più collaborazionisti possibile oltre al presidente Baltar, ma questi, per un imprevisto legato alla propria pigrizia ed incompetenza, riesce a scampare.

## Esecuzione sommaria
- Titolo originale: Precipice
- Diretto da: Sergio Mimica-Gezzan
- Scritto da: Ronald D. Moore

### Trama
Il presidente Baltar va dalla Roslin, adesso in isolamento, le intima di dissociarsi dagli attacchi suicidi e la fa rilasciare. L'ex presidente non concede nulla all'interlocutore, ma faccia a faccia con Tigh, lo critica duramente senza però sortire l'effetto sperato: gli attacchi continueranno.
Sul Galactica, l'ammiraglio Adamo progetta un'azione disperata per salvare i coloni su New Caprica imperniata sull'impegno attivo sul campo di Sharon. Apollo si dichiara immediatamente contrario; la sua priorità è quella di salvare i superstiti a bordo delle navi coloniali.
Scorpion, imprigionata dal giorno di sbarco dei cyloni, apprende l'esistenza di Kacey, la figlia nata da un suo ovulo sottrattole durante la sua permanenza nella "Fattoria" fecondato da Numero Due che non intende lasciar nulla di intentato per "conquistare" la sua amata. Scorpion, sconvolta dalla notizia di una figlia segreta, lascia la bambina da sola nella stanza-prigione dove vive da mesi, salvo poi accorgersi, dopo un incidente domestico capitato alla bambina, di essere già legata alla piccola.
Alla fine la situazione precipita; un altro attacco suicida provoca una dura rappresaglia cylone. "O si aumenta il controllo o si perde il controllo" sentenzia Fratello Cavil. I rappresentanti Cyloni obbligano Baltar, sotto minaccia delle armi, a firmare un ordine che prevede l'esecuzione sommaria di più di duecento coloni (tra i quali anche Cally, Roslin e Zarek) rapiti nelle loro tende la notte precedente.

## Esodo, Parte I
- Titolo originale: Exodus, Part I
- Diretto da: Félix Enríquez Alcalá
- Scritto da: Bradley Thompson e David Weddle

### Trama
Un collaborazionista "pentito" libera Cally pochi istanti prima dell'esecuzione firmata da Baltar.
L'azione si sposta di un'ora indietro con Tigh e Tyrol che pianificano la (vincente) missione di salvataggio dei condannati e, contemporaneamente, Anders e Sharon vengono attaccati nel luogo fissato per l'incontro. La prudenza di quest'ultima evita la disfatta inoltre si scopre che la Signora Tigh è la traditrice.
In sogno, Numero Tre scopre che la bimba metà umana e metà cylone è viva e si mette alla sua ricerca. 
Scorpion, invece, scopre un lato di sé che non conosceva e il rapporto con la bimba si fa sempre più stretto.
Sul Galactica, i dettagli del piano sono definiti: Apollo condurrà la flotta al sicuro, attenderà 18 ore il Galactica con le altre navi e poi continuerà la ricerca della Terra.
Tramite Sharon, la resistenza e il Galactica coordinano le operazioni: per coprire l'arrivo della nave i ribelli dovranno compiere attacchi simultanei per distrarre le difese cyloni.
Cyloni che, dalla loro, paiono molto "demotivati" e valutano seriamente la possibilità di andarsene previa nuclearizzazione di tutti gli esseri umani su New Caprica.
Sharon si infiltra nella base nemica e recupera le "chiavi di lancio" per permettere alle navi di riprendere il volo con Tigh che, disperato, affronta la moglie traditrice.
Numero Tre si accorge di Sharon e, in un intenso confronto, la informa che sua figlia è viva, ma il (nuovamente) tenente non le crede. Le spara e se va.
Adesso tutte le pedine sono al proprio posto; il Galactica è pronto ad attaccare.

## Esodo, Parte II
- Titolo originale: Exodus, Part II
- Diretto da: Félix Enríquez Alcalá
- Scritto da: Bradley Thompson e David Weddle

### Trama
Tigh consola la moglie e le offre da bere dicendole che ha capito che le sue azioni erano solo per proteggerlo. La donna si accascia lentamente, avvelenata dal marito. In orbita, l'attacco ha inizio: due squadre composte da viper e raptor lanciano dei “droni” per simulare la presenza di due astronavi sul DRADIS cylone.
Come previsto due astrobasi cyloni vengono dirottate per fronteggiare il fasullo nemico e il Galactica si getta nell'atmosfera di New Caprica inviando i viper a supporto dei ribelli.
Anders e i suoi fanno irruzione nel centro di detenzione liberando i prigionieri tra cui una Scorpion priva di sensi.
I cyloni però, si accorgono del trucco e fanno riconvergere le astrobasi in un attacco simultaneo al Galactica.
La situazione è disperata per i nostri: i motori FTL sono distrutti, la struttura compromessa, la fine si avvicina.
“Onore al merito”, l'Ammiraglio Adamo elogia il coraggio e la perizia dell'equipaggio e si prepara a morire.
In quel momento la Pegasus comandata da Apollo giunge in battaglia e sferra l'attacco alle astrobasi cyloni distruggendone subito una e dando la possibilità al Galactica di riparare i motori FTL e riorganizzarsi. Adesso, però, è la Pegasus sotto attacco e in grossa difficoltà.
Intanto nel Colonial One Gaeta è deciso a uccidere il presidente ma desiste e in cambio Baltar giura di rimediare impedendo a Numero Tre D'Anna di nuclearizzare il pianeta.
Scorpion, ripresasi, torna nell'alloggio/prigione per riprendere Kacey e lì affronta e uccide di nuovo Numero Due che le ripete il suo “amore”.
In orbita, la Pegasus ormai distrutta viene fatta evacuare da Apollo e scontrare con una astrobase cylone. L'impatto ne distruggerà anche una terza: l'esito della battaglia è capovolto.
I cyloni si ritirano con D'Anna e Numero Sei che trovano la piccola Hera illesa tra le braccia della defunta Maya. Baltar si unisce a loro dopo la promessa di Numero Tre che non attiverà la bomba.
Scorpion ritrova Anders, ma anche la vera madre di Kacey che riprende la piccola: le parole di Leoben erano menzogne.
Laura Roslin si riappropria del Colonial One e fa rientro sul Galactica insieme agli abitanti di New Caprica che portano l'Ammiraglio Adamo in trionfo.
La puntata si chiude sullo sguardo affranto di Tigh senza l'adorata consorte: non tutti si sono salvati su New Caprica.

## Collaboratori
- Titolo originale: Collaborators
- Diretto da: Michael Rymer
- Scritto da: Mark Verheiden

### Trama
A bordo delle navi coloniali una commissione istituita dall'attuale Presidente Zarek, formata dal Colonnello Tigh, Capo Tyrol e i civili Samuel Anders, Charlie, Diana e Jean, è chiamata a giudicare (e condannare a morte, nel caso) i "collaborazionisti", ovvero quelle persone che, in vari modi, hanno collaborato con i cyloni durante l'occupazione.
Intanto, su una astrobase cylone, l'ormai ex presidente Baltar si sveglia dopo tre giorni, prigioniero.
A bordo del Colonial One, il Presidente Zarek, conscio dell'impossibilità di mantenere il potere senza l'appoggio militare, convoca la Dott.ssa Roslin e le offre la presidenza in cambio di una carica politica di rilievo proprio mentre l'Ammiraglio Adamo scopre che alcune persone stanno sparendo a bordo della sua nave: l'epurazione è iniziata.
Il prossimo bersaglio è il tenente Felix Gaeta e qui la commissione si divide a causa dell'inconsistenza delle prove di colpevolezza a suo carico. Anders si dimette ed è sostituito dalla moglie Scorpion che decreta la colpevolezza di Gaeta.
Nel mondo cylone, il destino di Baltar è appeso a un filo: è in corso una votazione sul fatto di giustiziarlo o no e, per adesso, il parziale vede tre voti a favore dell'esecuzione e tre contro: il voto di una quanto mai incerta Caprica Six sarà quello decisivo.
Il tenente verrà salvato in extremis poiché costretto da una furente Scorpion a rivelare, in propria difesa, che era proprio lui il contatto nella presidenza, essenziale nel coordinare l'azione dei ribelli a quella del Galactica.
Contemporaneamente la nuova Presidente Laura Roslin emana un decreto di amnistia volta ad accendere un sentimento di conciliazione nazionale.
- Conto dei superstiti: 41.435

## Odio e rancore
- Titolo originale: Torn
- Diretto da: Jean de Segonzac
- Scritto da: Anne Cofell Saunders

### Trama
Dopo che Scorpion si è scontrata con il suo Viper durante un addestramento, Apollo le toglie il permesso di volare. Il colonnello Tigh è in lutto per la moglie. Lui e Scorpion criticano i membri dell'equipaggio che hanno trascorso l'occupazione su New Caprica con la flotta, fino a quando l'ammiraglio Adamo gli ordina di fermarsi. Scorpion se ne va stizzita, ma successivamente si taglia i capelli e cerca Kacey per salutarla. Tigh invece si rinchiude nella sua stanza e inizia a bere pesantemente.
Il tenente Felix Gaeta ricostuisce il lavoro di Gaius Baltar sulla posizione della Terra e determina che la flotta deve navigare  verso una nebulosa a forma di testa di leone (la Nebulosa Testa di Leone appunto). I piloti scelgono il nuovo soprannome per Sharon, "Athena", dopo aver spiegato che "Boomer" si riferiva a qualcun altro.
- Conto dei superstiti: 41.422

## Il prezzo della salvezza
- Titolo originale: A Measure of Salvation
- Diretto da: Bill Eagles
- Scritto da: Michael Angeli

### Trama
Gaius, ritornato a bordo dell'astrobase cylone dopo la missione sulla nave infetta, viene torturato dai cyloni perché ritenuto colpevole di averli ingannati e convinti a inviare una loro nave verso il radiofaro infetto rinvenuto nella Nebulosa del Leone. Tale convinzione dei cyloni viene avvalorata dal fatto che Gaius salito a bordo dell'astrobase infetta nasconda deliberatamente al suo ritorno di aver visto il radiofaro.
Nel frattempo Apollo, insieme ad Athena e a un gruppo di marines, entrano anch'essi nell'astrobase cylone infetta e riescono a portar via alcuni cyloni gravemente malati prima che l'astrobase, resa inutilizzabile dalla diffusione del virus, si autodistrugga in una gigantesca esplosione.
I cyloni catturati vengono interrogati e indotti a parlare con la promessa di essere curati. È il cylone nº 4 che spiega perché gli altri cyloni li abbiano deliberatamente abbandonati a morte certa. La risposta è che la loro morte avrebbe trasferito le loro entità sulla nave Resurrection insieme al virus, rendendo l'infezione incontrollabile, provocando in tal modo un genocidio tra i cyloni. 
Apollo propone al presidente e a suo padre Adamo di utilizzare questa situazione a loro vantaggio, uccidendo deliberatamente i cyloni infetti nelle vicinanze di una nave Resurrection. In tal modo i cyloni sarebbero eliminati e il Galactica e gli altri superstiti sarebbero liberi finalmente di raggiungere la terra indisturbati. Helo però esprime il suo dissenso al piano di Apollo, ritenendolo immorale e inumano anche di fronte al genocidio di esseri robotici, ma le sue proteste non vengono ascoltate. Confidatosi con la moglie Sharon (Athena) sul da farsi, nonostante anche questa sia in qualche modo disposta a tollerare lo sterminio della sua stessa razza pur di non tradire la sua scelta di essere "umana", Helo decide che lo sterminio dei cyloni non può e non deve essere attuato per vincere a tutti i costi la guerra. Con questi propositi Helo manomette il sistema di ricambio aria delle celle dei cyloni, provocandone la morte prima che la Resurrection sia a portata di download.
La Roslin non ha dubbi su chi possa essere il colpevole di questo "sabotaggio" ma l'ammiraglio Adamo decide di non effettuare alcuna inchiesta.
- Conto dei superstiti: 41.420

## Eroe
- Titolo originale: Hero
- Diretto da: Michael Rymer
- Scritto da: David Eick

### Trama
Dopo tre anni di prigionia, il tenente Daniel “Bulldog” Novacek, a bordo di un velivolo cylone, riesce a scappare e viene tratto in salvo e portato a bordo del Galactica.
Qui ritrova l'Ammiraglio Adamo e il Colonnello Tigh suoi superiori al tempo della sua ultima, sfortunata, missione sotto copertura.
Adamo è combattuto tra il rivelargli la verità (era stato proprio lui a ordinare l'abbattimento del suo caccia in seguito a un grave imprevisto) oppure tacere dato che, probabilmente, proprio quello specifico evento, potrebbe aver avviato l'escalation che ha condotto all'attacco dei cyloni.
Novacek scopre tutto; attira l'Ammiraglio nel suo alloggio e lo aggredisce deciso a vendicarsi, ma senza aver fatto i conti con i ritrovati Scorpion (che aveva analizzato la scena del ritrovamento “fortuito” di Bulldog) e Tigh che lo disarma e lo costringe a riflettere su come i cyloni l'avessero usato per arrivare ad eliminare il loro più pericoloso avversario.
Dal canto suo, Adama, moralmente sconfitto, rassegna le proprie dimissioni al presidente Roslin che, però, le rifiuta ed inquadra l'accaduto in ottica "politica" concludendo che tutti loro, in quella triste situazione, non sono stati altro che pedine mosse da eventi molto più grandi di loro.
Intanto, a bordo della base cylone, D'Anna riprogramma appositamente un centurione e si fa uccidere per effettuare il download. Scopre “qualcosa di meraviglioso tra la vita e la morte”.
Il finale vede un Novacek deciso a ricominciare da capo come civile e la cerimonia militare che premia l'Ammiraglio Adamo per i propri 45 anni di impeccabile carriera, anche se lui, in cuor suo, sa che non è così.
- Conto dei superstiti: 41.421

## Conti in sospeso
- Titolo originale: Unfinished Business
- Diretto da: Robert Young
- Scritto da: Michael Taylor

### Trama
"Il Ballo" è una specie di torneo di pugilato, periodico, praticato a bordo del Galactica.
Nato per scaricare tensioni e conflitti indipendentemente da ruolo e grado dei singoli partecipanti, stavolta diventa l'occasione di incontro/scontro soprattutto tra i militari rimasti sul Galactica e quelli che si erano trasferiti su New Caprica.
Tra i match, tosti e brutali come previsto, spiccano quelli tra Helo e Apollo (per la voglia di rivalsa di quest'ultimo), l'Ammiraglio Adamo - che prende poi la parola per una ammissione di colpa collettiva - e Capo Tyrol (di cui vediamo il flashback della discesa su New Caprica autorizzata da Adamo, uno degli errori di cui l'Ammiraglio si vergogna) e, soprattutto, tra Scorpion e Apollo (quest'ultimo di esasperata violenza) che ripercorrono con la memoria quello che c'era stato tra loro la notte precedente al matrimonio di Kara con Anders, mesi prima sul pianeta scoperto.
Alla fine, sul ring, rimangono solo loro due, a confessarsi il reciproco affetto.
- Conto dei superstiti: 41.422

## Il passaggio
- Titolo originale: The Passage
- Diretto da: Michael Nankin
- Scritto da: Jane Espenson

### Trama
Un grave imprevisto riduce a pochi giorni le scorte di cibo sulle navi e la sua ricerca su pianeti lontani la massima priorità. Il tenente Sharon "Athena" Agathon grazie alla propria resistenza fisica e, tra mille difficoltà, riesce a trovare un pianeta ricco di alghe di elevate qualità nutritive. Il percorso da attraversare è molto lungo e costantemente attraversato da radiazioni mortali.
All'interno della base cylone, Baltar, ormai non più in pericolo di vita, inizia a chiedere a D'Anna i motivi del proprio comportamento, diverso anche da quello di tutti gli altri cyloni.
I piloti della flotta, a bordo dei robusti raptor, fungeranno da guida per le navi durante i salti iperluce dato che il tempo di resistenza alle radiazioni per le navi coloniali è estremamente limitato.
A complicare la situazione, una vecchia conoscenza di Kat, il suo “fornitore” per l'esattezza.
Katerine non è il suo vero nome e la sua passata occupazione era quella di trafficante di droga e clandestini.
Durante l'ultimo salto, Kat confermerà le sue doti recuperando una nave dispersa, a costo della vita.
In punto di morte l'Ammiraglio Adamo non vorrà ascoltare la storia del suo passato, dichiarandosi fiero di lei e assegnandole (anche se solo per un giorno) il grado di CAG (capo-piloti).
Nel finale Baltar scoprirà la verità sui suicidi di D'Anna e l'aiuterà nel proprio percorso di ricerca dei misteriosi cinque modelli cyloni originari, ricerca che fornirà importanti rivelazioni nel tragitto per la Terra.
- Conto dei superstiti: 41.420

## L'occhio di Giove
- Titolo originale: The Eye of Jupiter
- Diretto da: Michael Rymer
- Scritto da: Mark Verheiden

### Trama
Il Capo Tyrol, durante i lavori di approvvigionamento delle alghe su pianeta scoperto, scopre un tempio che potrebbe ospitare il manufatto in grado di fornire l'esatta posizione della Terra: l'Occhio di Giove.
Il problema è che, però, anche Numero Tre D'Anna, tramite le sue visioni tra la vita e la morte è giunta alle stesse conclusioni, ed adesso, in orbita del pianeta, si trovano di fronte al Galactica quattro astrobasi cyloni.
I cyloni, sbarcati sul Galactica con una delegazione che comprende Cavil, D'Anna, Sharon (che si scoprirà essere Boomer) e Baltar vogliono discutere su un accordo che possa soddisfare entrambe le parti, ma l'Ammiraglio Adamo rifiuta.
Boomer, a confronto con Athena, le rivela l'esistenza in vita della figlia ricoverata presso una delle basi cyloni e la reazione di quest'ultima non fa presagire nulla di buono.
A complicare ulteriormente la situazione, la stella di questo sistema è in fase critica e potrebbe trasformarsi in nova da un momento all'altro distruggendo tutto quello che si parasse davanti alla sua espansione.
Intanto, sul pianeta, Apollo riesce ad integrare ai militari presenti i civili comandati da Anders per approntare una linea di difesa del tempio visto che un commando di centurioni è già presente ed ha abbattuto il raptor di Scorpion in perlustrazione.
- Conto dei superstiti: 41.402

## Gli ultimi cinque
- Titolo originale: Rapture
- Diretto da: Michael Rymer
- Scritto da: Bradley Thompson e David Weddle

### Trama
La tregua tra umani e cyloni sembra sul punto di rompersi quando da un'astrobase partono cinque velivoli pesanti verso il pianeta e l'Ammiraglio Adamo arma le testate nucleari. Entrambi gli schieramenti bluffano, la posta in gioco è troppo alta ed il confronto si risolve con un solo mezzo (con Cavil, Baltar e D'Anna) che sbarca sul pianeta.
Apollo, sotto la minaccia di ammutinamento di Anders, invia Dualla in una (pericolosissima) missione di recupero di Scorpion.
Helo, dolente, uccide Sharon per farle effettuare il download e tentare di riprendere la figlia; ad attenderla trova Caprica Six che promette di aiutarla.
Intanto la resistenza contro i centurioni subisce delle perdite ed Apollo ordina a Tyrol di ritirarsi e far esplodere il tempio per non farlo cadere in mano ai nemici, ma le cariche sono state disattivate da Baltar ed i cyloni sopraggiunti.
D'Anna cerca di interpretare i segni con Cavil che si accorge del vero scopo della missione di D'Anna ma viene ucciso da Baltar con Numero Tre in trance che “vede” i Cinque: i primi cinque cyloni che tutti loro avevano creato.
D'Anna muore in seguito al grande sforzo psicofisico e Baltar, rimasto solo, viene catturato da Tyrol. 
Athena con il determinante aiuto di Caprica Six riesce a salvare la figlia e portarla assieme a loro due sul Galactica, mentre le astrobasi cyloni effettuano il salto.
L'Occhio di Giove è la nova che sembra formarsi proprio sopra il tempio e che fornisce la direzione per la Terra. Ma il tempo stringe ed i nostri devono affrettarsi a rientrare, la nova distrugge tutto.
Il finale vede il ricongiungimento di Scorpion con Anders ed Apollo con Dualla con Athena ed Helo che, insieme, riabbracciano la piccola Hera.
D'Anna si risveglia con grandi notizie, ma Cavil le fa notare che, in seguito al suo non ortodosso comportamento, il suo modello è stato "inscatolato", ibernato. Forse per sempre.
- Conto dei superstiti: 41.401

## Un attimo di pausa
- Titolo originale: Taking a Break from All Your Worries
- Diretto da: Edward James Olmos
- Scritto da: Michael Taylor

### Trama
Baltar, adesso nella prigione del Galactica, tenta il suicidio, impiccandosi, ma viene tratto in salvo e rianimato.
Nell'hangar, passata una parete mobile, Apollo invita Tyrol al Joe's Bar dove iniziano a parlare delle proprie situazioni familiari mentre nell'alloggio dell'Ammiraglio si discute come ottenere informazioni da un Baltar estremamente provato sia dalla prigionia attuale che da quella cylone.
Apollo e Scorpion stanno entrambi vivendo una profonda crisi nei loro matrimoni, ma non sanno come cambiare le cose, soprattutto perché non riescono a fidarsi completamente l'uno dell'altra.
In cella, intanto, si vede ribaltata la situazione di New Caprica: è la Roslin, adesso, a far visita da presidente al prigioniero Baltar, ma con gli stessi effetti del precedente colloquio: l'interrogato respinge tutte le accuse.
L'Ammiraglio Adama allora propone una soluzione estrema; ricorrere a sostanze allucinogene per ottimizzare gli effetti di un interrogatorio breve ma intenso.
Baltar si ritrova in una grande pozza d'acqua al freddo e al buio con solo la luce di Adama a fargli da guida e inizia a vuotare il sacco. Parla dei Cinque Cyloni e del proprio coinvolgimento con Numero Sei su Caprica, ma, di nuovo, nega ogni addebito. Di fatto, vede se stesso come una vittima degli eventi.
Anders e Dualla, quasi contemporaneamente esprimono ai loro coniugi tutte le riserve sui loro matrimoni ormai a pezzi e Scorpion ed Apollo avrebbero la possibilità di ricongiungersi, ma, di nuovo, le loro incomprensioni hanno la meglio.
Come ultimo tentativo, Adama e Roslin inviano Gaeta a parlare con Baltar ma lo scienziato, accortosi del trucco, insulta il tenente e solo il tempestivo intervento di Roslin, Adama e Tigh gli impedisce di essere ucciso.
Al Joe's Bar le due famiglie si sono riconciliate, ma… per quanto ancora questa tregua potrà continuare?
Da parte sua Roslin rassicura l'Ammiraglio Adama sull'affare Baltar: “Gli daremo il suo processo” conclude.
- Conto dei superstiti: 41.403

## Il medico della morte
- Titolo originale: The Woman King
- Diretto da: Michael Rymer
- Scritto da: Michael Angeli

### Trama
Helo viene assegnato allo smistamento dei civili a bordo del Galactica; molti di essi hanno problemi con gli abitanti della colonia Sagittarian noti per l'estremismo religioso ed il rifiuto di molte soluzioni scientifiche tra le quali la medicina. Il problema è che c'è in corso un'epidemia del Morbo di Mellorak curabile solo col farmaco Bittamusin entro 48 ore dall'insorgenza dei sintomi.
Intanto, a bordo del Colonial One, il Presidente Roslin comunica la propria intenzione di processare pubblicamente Baltar al vicepresidente Zarek, ma questi, esponendo la propria contrarietà, si congeda spaventato per le conseguenze di questa situazione.
Una serie di morti sospette inizia a manifestarsi nel presidio del Dott. Roberts tra cui quella di un ragazzo sagittariano diciannovenne la cui madre lo aveva portato a curarsi non oltre 12 ore l'insorgenza dei sintomi ed Helo avvia un'indagine sul medico, ma si scontra con il l'ostilità del Colonnello Tigh (a fianco di Roberts nella resistenza su New Caprica) e lo scetticismo dell'Ammiraglio Adama oltre, poi, a quelle della moglie che lo invita a non tirar troppo la corda coi superiori.
In cella, da sola, Caprica Six inizia a “vedere” un Baltar immaginario del tutto simile alla Six che “vede” di solito il dottore.
Dualla, originaria di Sagittarian, si rivolge proprio al Dott. Roberts per essere curata con Helo che, ascoltata la madre del ragazzo ed ormai certo della colpevolezza del medico, si introduce nello studio del Dott. Cottle per effettuare dei controlli incrociati, ma viene scoperto e cacciato.
Il Capitano non ha più soluzioni; irrompe nel presidio di Roberts con l'intenzione di portar via Dualla ormai in stato semicosciente, ma viene fermato dalle guardie.
Solo l'intervento di Tigh e Cottle, accortisi dell'errore, salva la situazione e mette il Dott. Roberts – che confesserà la propria colpevolezza ed il proprio disprezzo per i sagittariani- di fronte a prove incontestabili e lo arrestano.
Da notare che in questa scena Cottle rimprovera a Roberts di aver infranto il giuramento di ippocrate, un evidente errore nella sceneggiatura dato che ippocrate non era ancora nato.
Il Capitano Helo, risolto il caso, saluta la madre del ragazzo ucciso e torna da Athena ed Hera.
- Conto dei superstiti: 41.401

## Anniversario di matrimonio
- Titolo originale: A Day in the Life
- Diretto da: Rod Hardy
- Scritto da: Mark Verheiden

### Trama
L'ammiraglio Adama, nel giorno dell'anniversario del suo matrimonio, rievoca con la mente l'amata Carolanne quasi come fosse una delle “allucinazioni senzienti” di Baltar con Numero Sei.
Scopriamo che l'unione di Bill e Carolanne non è stata felice con lei che lo accusava (spesso a ragione) di anteporre il dovere (e la gloria) alla sua famiglia.
È trascorso più di un mese dall'ultimo avvistamento nemico e la truppa sta avvertendo un fisiologico calo di tensione. Tyrol e Cally discutono animatamente sul fatto che nell'assegnazione dei propri turni di lavoro Tyrol non tiene conto che, adesso, loro due hanno un figlio.
Anzi, il turno attuale li vede entrambi alla riparazione del settore 12 con il figlioletto Nicky ancora una volta all'asilo nido.
Adama incontra il presidente Roslin per una riunione con quest'ultima che gli confessa la voglia di approfittarne per una giornata di svago, magari anche per vederlo, ma Carolanne, riapparsa, è impietosa: l'Ammiraglio non potrà fare spazio nel suo cuore poiché troppo impegnato ad assolvere i suoi compiti e ricoprire il proprio ruolo.
Nel settore 12, intanto, la situazione si complica. La causa del guasto è una piccolissima falla nello scafo che attiva la procedura di sicurezza e chiude Tyrol e Cally in trappola.
L'aria sta per finire e si rende necessaria una manovra disperata: un raptor guidato da Athena con a bordo Scorpion ed Apollo farà saltare in aria dall'esterno il portello prelevando in pochi istanti i due per metterli in sicurezza nel velivolo.
La missione è un successo e, nella camera iperbarica dove sono ricoverati per i secondi di permanenza nello spazio, il Capo promette alla moglie che darà a lei ed a Nicky la priorità che le è dovuta.
La giornata volge al termine ed Adama si congeda dalla Roslin e regala al figlio i testi di legge appartenuti a suo padre, grandissimo avvocato, perché li aveva sempre desiderati.
L'ammiraglio poi, da un ultimo sguardo alla foto con la moglie e la mette via, come tutti gli altri anni.
- Conto dei superstiti: 41.398

## Mani sporche
- Titolo originale: Dirty Hands
- Diretto da: Wayne Rose
- Scritto da: Jane Espenson e Anne Cofell Saunders

### Trama
Gravi problemi di rifornimento e controllo carburanti (un incidente ad un raptor, per poco, non distruggeva il Colonial One) fanno mandare Capo Tyrol sulla nave raffineria per riorganizzare il lavoro. Condizioni al limite della schiavitù, problemi manutentivi e malcontento dei lavoratori colpiscono il Capo. Tyrol constata che ciò che riporta il libro proibito di Baltar potrebbe essere vero e cioè che esiste una rigida distinzione tra una classe dominante ed un sottoproletariato impiegato nei lavori più umili e duri senza speranza di miglioramento per i poveri o retrocessioni per i dominanti ("... credi davvero che al comando della flotta potrà mai esserci uno che non porta il cognome Adama?" conclude Baltar di fronte ad un quanto mai pensieroso Tyrol).
Dopo l'ennesimo, grave, incidente sul lavoro, Tyrol, memore della propria esperienza di sindacalista su new Caprica, organizza uno sciopero generale. A complicare la situazione, il fatto che Tyrol, Cally ed i tecnici del Galactica vi aderiscano, configura la situazione in ammutinamento.
Tyrol viene incarcerato ed, in un duro faccia a faccia, l'Ammiraglio Adama condanna a morte Cally; al che il Capo fa rientrare lo sciopero ed Adama si impegna ad organizzare un incontro con la Roslin.
A rapporto col Presidente, Tyrol riesce ad avere importanti agevolazioni tra cui un impegno concreto per un maggior dinamismo sociale ed a "... far sporcare le mani anche al personale del Coloniale Uno" in lavori di piccole manutenzioni e pulizie nell'ambito della flotta.
Seelix, adesso ex meccanica, in virtù del successo nel corso di addestramento, viene promossa ufficiale e guiderà un viper.
- Conto dei superstiti: 41.400

## Tragico epilogo
- Titolo originale: Maelstrom
- Diretto da: Michael Nankin
- Scritto da: Bradley Thompson e David Weddle

### Trama
Dalla prigionia su New Caprica, Scorpion continua a essere perseguitata dall'incubo ricorrente di Leoben e, soprattutto, dal ricordo del diadema del Tempio sul pianeta delle alghe.
Durante un turno di pattuglia con Hot Dog avvista un caccia cylone non confermato dal DRADIS. Tornata sul Galactica, iniziano una serie di visioni di lei bambina maltrattata cui Kara cerca di porre rimedio tramite l'incontro con un oracolo e raccontando al marito dolorosi ricordi dell'infanzia, ma la situazione peggiora a tal punto che non riesce neanche a metter piede dentro a un viper.
Solo l'intervento di Apollo che si rifiuta di consegnarla a terra e che si offre di farle da secondo, la convince a tentare di riprendersi, ma una volta in perlustrazione, le visioni ritornano, ancora più realistiche e pericolose.
Kara torna indietro di sei anni con la memoria e si trova a casa della madre. Una madre che la spingeva a seguire la grande missione cui era destinata, ma anche anaffettiva, violenta ed autoritaria che Kara aveva respinto e fatto morire in solitudine.
Leoben è ancora con lei, ma stavolta è diverso: la invita a ritornare sui suoi passi, a guardare cosa si celava dietro tutto quel dolore, a “non confondere il messaggio col messaggero”.
In realtà, Scorpion si ritrova nella corrente gravitazionale del pianeta in un punto di non ritorno. Il suo viper esplode e lei non aziona il dispositivo di espulsione.
Il Galactica è ammutolito.
- Conto dei superstiti: 41.400

## Anche i figli si ribellano
- Titolo originale: The Son Also Rises
- Diretto da: Sergio Mimica-Gezzan
- Scritto da: Michael Angeli

### Trama
A due settimane di distanza, i più provati per la perdita di Scorpion sono naturalmente Sam (che cadendo ubriaco da un Viper su cui era salito si infortuna a una gamba), Apollo (che ha perso le sue doti di leadership come CAG) e l'Ammiraglio Adamo, che la considerava come una figlia.
Viene sorteggiata la giuria che giudicherà Gaius Baltar, composta da 5 comandanti di navi tra cui l'Ammiraglio Adamo.
L'avvocato di Baltar viene assassinato, così l'Ammiraglio Adamo decide di rimuovere Apollo dal suo incarico come CAG (assegnando temporaneamente l'incarico a Helo) e di assegnarlo alla sicurezza del nuovo avvocato di Baltar, Romo Lampkin, un personaggio ambiguo e ambizioso (vuole difendere Baltar per costruirsi un nome e fama) che in passato aveva lavorato assieme al nonno avvocato di Apollo.
Questa decisione dell'Ammiraglio crea un primo contrasto con suo figlio.
Un distratto Apollo e l'avvocato di Baltar si salvano fortunosamente da un nuovo attentato: l'Ammiraglio rimprovera duramente Apollo e l'acredine fra i due si accentua.
Nel frattempo Apollo, manovrato con abilità dall'avvocato di Baltar, inizia ad appassionarsi alla pratica forense in generale e al caso di Baltar in particolare.
Apollo smaschera con un colpo di fortuna l'attentatore, a questo punto l'ammiraglio vorrebbe restituirgli l'incarico di CAG ma lui rifiuta per restare a collaborare con l'avvocato alla difesa di Baltar. Fra padre e figlio oramai è scontro aperto.
- Conto dei superstiti: 41.399
- Guest star: Mark Sheppard (avvocato Romo Lampkin)

## Crocevia, Parte I
- Titolo originale: Crossroads, Part I
- Diretto da: Michael Rymer
- Scritto da: Michael Taylor

### Trama
Mentre il Galactica e le altre navi si avvicinano alla Nebulosa indicata dal tempio, Sam sente di continuo una canzone, così come anche il Colonnello Tigh. Inizia il processo a Baltar: Apollo siede in aula di fianco a Baltar. L'avvocato di Baltar si dimostra astuto: la testimonianza del Colonnello Tigh sembra in principio una testimonianza chiave contro Baltar, poiché ne elenca le nefandezze su New Caprica, ma l'avvocato intuisce che c'era qualcosa di torbido nella storia della moglie del Colonnello, lo incalza con numerose domande e Tigh cede, raccontando di avere ucciso lui in prima persona la moglie poiché traditrice. Tigh, tra l'altro brillo in aula, è totalmente screditato: egli stesso per primo si è reso artefice di un gesto tremendo. Lasciando l'aula inoltre, Tigh chiede che venga spenta una certa musica che solo lui riesce a sentire. Molti lo prendono per pazzo. L'ammiraglio Adamo affronta in privato Apollo: lo accusa di aver rivelato lui la triste storia di Tigh all'avvocato e di essere stato per di più codardo per non avere lui personalmente interrogato Tigh. A nulla vale la negazione di Apollo, il padre non gli crede, così Apollo dà le dimissioni da ufficiale restituendo i gradi, il padre le accetta volentieri e butta i suoi gradi in un cassetto.
A questo punto tocca al presidente Roslin testimoniare: Apollo (ora Sig. e non più Maggiore) la interroga personalmente, come ovvia sfida al padre. Apollo sa che la Roslin sta nuovamente assumendo l'estratto di Camalla (l'ha vista in sala tattica) e la spinge a confessarlo. Lei confessa, poi guarda Apollo con disapprovazione e confessa davanti a tutti di prendere l'estratto poiché il tumore è ricomparso. Ma anche lei è screditata, un testimone che assume droghe non è attendibile.
Apollo viene lasciato anche da Dualla, che lo disprezza per il suo gesto, mentre il Colonnello Tigh chiede all'ammiraglio di ispezionare la nave alla ricerca di un diffusore di musica sicuramente messo dai Cyloni e l'assistente del Presidente Roslin dà evidenti segni di profondo stress e stanchezza.

## Crocevia, Parte II
- Titolo originale: Crossroads, Part II
- Diretto da: Michael Rymer
- Scritto da: Anne Cofell-Saunders e Mark Verheiden

### Trama
Il capo Tyrol si sveglia in piena notte: anche lui sente la canzone che perseguita il colonnello Tigh. Sam e l'assistente del presidente vanno a letto assieme, ma lei è chiaramente confusa, ancora una volta da questa canzone che sembra tormentare pure lei. Al processo contro Baltar Gaeta testimonia il falso: afferma di aver visto personalmente Baltar firmare la condanna a morte di molte persone su New Caprica (anche se Baltar aveva dovuto firmare con una pistola puntata alla tempia). La condanna è oramai vicina, ma l'avvocato sente dire ad Apollo in un momento di scoramento che tanto la decisione della condanna di Baltar almeno da parte di suo padre era già stata presa. In aula l'avvocato chiede l'annullamento del processo, poiché uno dei giudici ha dei pre-concetti e chiede proprio ad Apollo di testimoniare contro suo padre. Apollo si rifiuta, ma è proprio l'Ammiraglio che chiede alla corte di farlo testimoniare. Anche se incalzato dall'avvocato, Apollo non depone contro il proprio padre, ma appassionatamente spiega all'aula perché secondo lui Baltar vada assolto: crimini ne sono stati commessi, da parte di tutti, da Apollo stesso per primo. Nessuno ha pagato e non è giusto che Baltar paghi per tutti. La sua appassionata testimonianza fa presa sulla corte, e Baltar viene assolto. La Roslin lascia l'aula visibilmente contrariata.
Baltar ritrova subito la sua consueta spocchia e inizia a fare progetti, ma sia Apollo che l'avvocato lo mollano e tornano alle proprie vite.
Il Galactica effettua l'ultimo salto e arriva vicino alla Nebulosa: qui salta la corrente a tutte le navi della flotta per alcuni minuti, quando torna la corrente una gigastesca flotta Cylone si appresta a contrastare il Galactica.
Inizia a suonare la sirena d'allarme: Baltar viene scortato da alcune donne misteriose verso un'area poco presidiata dai militari del Galactica.
Il colonnello Tigh, il capo Tyrol, Sam e l'assistente del presidente sono simultaneamente richiamati dalla canzone (All Along the Watchtower) verso la palestra.
Il fatto che la canzone non sia emessa da qualche diffusore ma sia, appunto, un ricordo, fa rendere loro consepevoli di essere Cyloni, fin dal principio. Loro si domandano perché, e da che parte ora devono stare. Da quella degli umani o da quella dei Cyloni. Il colonnello Tigh li convince tutti: "io sono Tigh, l'XO di questa nave, questo è l'uomo che voglio essere" e tutti tornano ai proprio posti. Tutti i piloti salgono sui Viper. Apollo si toglie la cravatta e anch'egli sale su un Viper. Mentre sta per affrontare la flotta Cylone, Apollo vede un segno non identificato sul Dradis. Apollo avverte il Galactica che andrà a controllare. Mentre la musica incalza, la scoperta più sconvolgente: l'oggetto non identificato altri che non è che il caccia di Scorpion, che dice ad Apollo di essere stata sulla Terra e di essere pronta a condurli là.